# Opavice
Opavice (niem. Troplowitz; pol. Opawica) – część miasta Města Albrechtic, położona w powiecie Bruntál, w kraju morawsku-śląskim, a historycznie na Czeskim Śląsku.
Opavice to historycznie zachodnia część Opawicy w Polsce, którą oddziela granica państwowa na rzece Opawica.

## Historia
Pierwsza pisemna wzmianka o wsi pochodzi z 1256 roku. W latach 1410–1742 Opawica dzieliła się na miasto Opawica i wieś Opavice. W 1742 roku, w wyniku wojen śląskich, wieś została podzielona między Austrię i Prusy.
Część austriacka znajduje się dziś w Republice Czeskiej. Część pruska (dawne miasto z zachowanym rynkiem) to dzisiejsza Opawica w gminie Głubczyce w Polsce.

## Znani ludzie
W Opavicach urodził się kompozytor Gottfried Rieger (1764-1855).

## Galeria

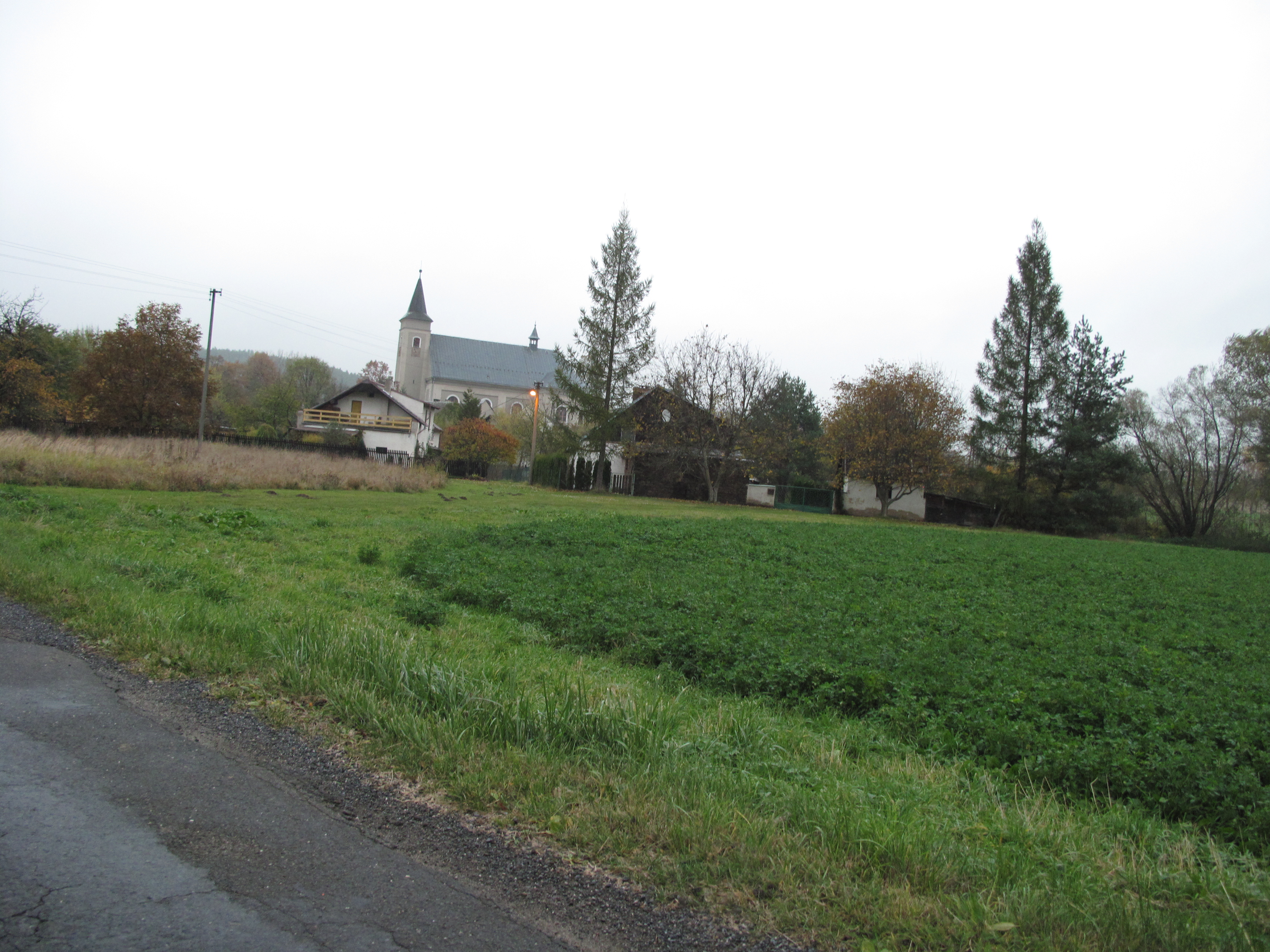
Kościół Trójcy Świętej w polskiej Opawicy widziany z Opavic
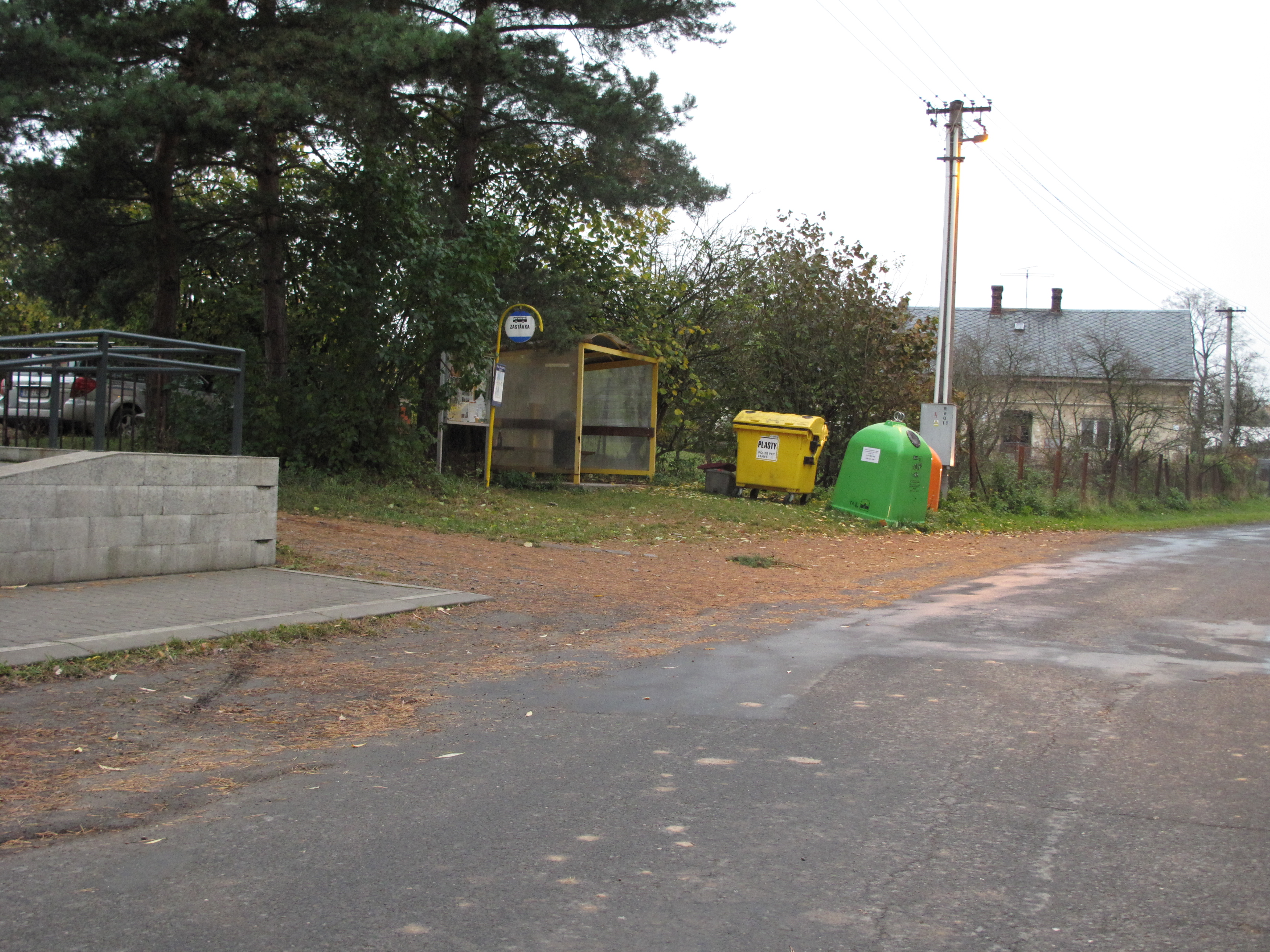
Przystanek autobusowy w Opavicach
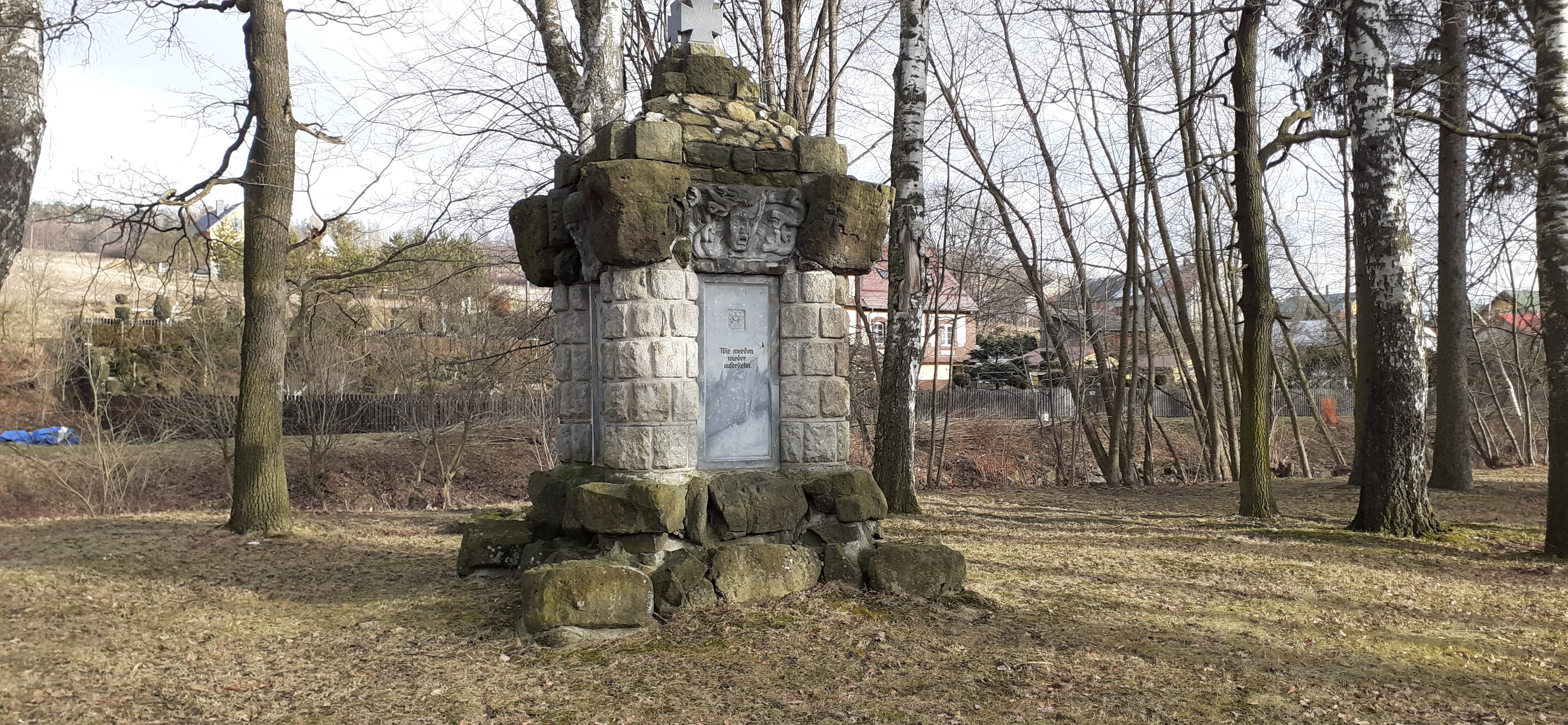
Pomnik na cześć ofiar I wojny światowej
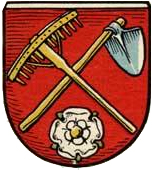
Historyczny herb miasta Opawica